# Duma (Westelijke Jordaanoever)
Duma  (Arabisch: دوما ) of Doma  is een Palestijnse plaats op de Westelijke Jordaanoever in het gouvernement Nablus. Het ligt ongeveer 25 km ten zuidoosten van de stad Nablus. In het noorden grenst het aan het dorp Majdal Bani Fadel, in het westen aan Qusra en Jalud, in het zuiden aan Khirbat Mughir. Ten oosten van Duma ligt de Jordaanvallei. Van de totale oppervlakte van 18000 dunam beslaat de bebouwing ongeveer 200 dunam. In het dorp zijn drie bronnen: Ein Doma, Rashash en Um Amir, en even buiten het dorp Fasayel, de grootste bron.
De bewoners leven van de oogst van niet-geïrrigeerde grond en het verbouwen van fruit- en olijfbomen en het houden van schapen. Een groot aantal bewoners, waaronder het hoofd van de gemeenteraad is van het geslacht Dahwabsheh. In 2016 had het dorp ruim 2500 inwoners. 

## Tijdens het Britse Mandaat
Aan het begin van het Britse Mandaatgebied Palestina, dat duurde van 1922 tot mei 1948, bestond de bevolking van Duma uit 155 uitsluitend moslims. In 1945 had Duma een bevolking van 310 moslims en bezat 17.351 dunam land, waarvan 4656 dunam gecultiveerd en beplant was.

## Periode van 1948-1967
Na het uitroepen van de staat Israël en de verovering van een groot deel van Palestina in Arabisch-Israëlische Oorlog van 1948 die daaruit voortkwam, kwam Duma te liggen binnen de wapenstilstandsgrens met Jordanië. Dit deel van Palestina binnen de Groene Lijn kwam onder Jordaans bestuur en werd de Westelijke Jordaanoever genoemd.

## Sinds 1967

### Militaire bezetting
In de Juni-oorlog van 1967 veroverde Israël de Westelijke Jordaanoever op Jordanië en confisqueerde tijdens de daaropvolgende militaire bezetting ongeveer 10.000 dunams van Duma ten oosten van het dorp. 
Op het grondgebied van dit dorp, met de daarop gelegen Fasayel-bron werden Israëlische nederzettingen gebouwd, Ma'ale Efraïm ten noordoosten en Cafat Rachel ten zuidwesten van Duma. De bron werd aan de bewoners onttrokken en naar de nederzettingen geleid. Conform de Oslo-akkoorden van 1993 heeft het Israëlische leger de volledige controle over de veiligheid van het gebied rondom Nablus.
Sinds 2008 zijn er door de Israëlische bezettingsautoriteiten voor de Palestijnse bewoners beperkingen ingesteld en ingewikkelde, dure regels aan hen opgelegd voor de bouw of uitbreiding van woningen in Duma, met name in het C-gebied. Vergunningen worden niet afgegeven en bestaande huizen, waaronder die van de Dawabsheh-families, worden met verwoesting bedreigd. Voor de bevolking heeft dit geleid tot ernstige economische gevolgen en afhankelijkheid van humanitaire hulp.  
re

### Joods terrorisme

#### Brandstichting

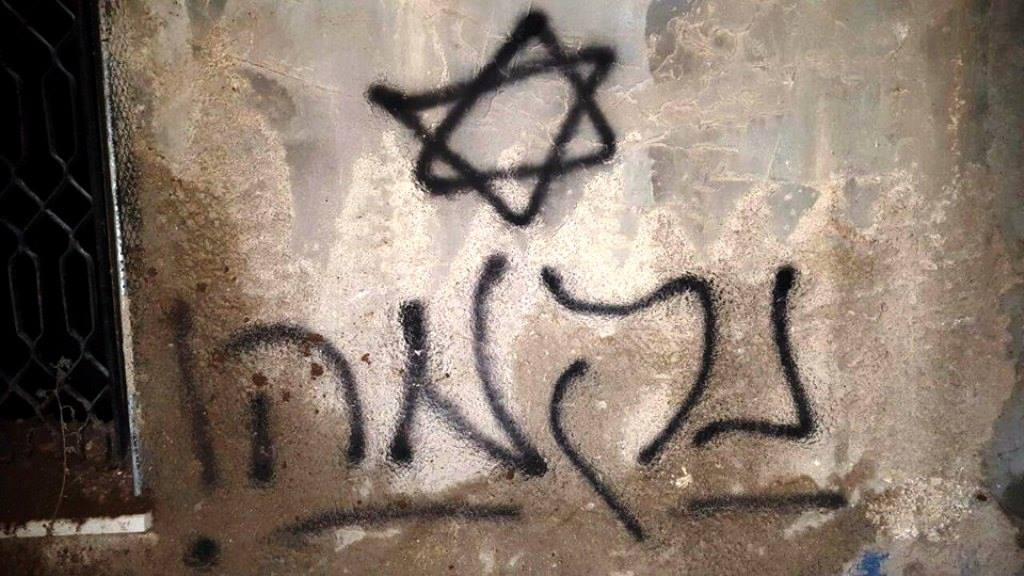
Price tag (Hebreeuws 'Wraak') op het in brand gestoken huis in Duma, 31 juli 2015

Op 31 juli 2015 werden in Duma twee huizen van Palestijnse inwoners in brand gestoken door joods-extremistische jonge kolonisten, ('The Revolt'), uit omliggende buitenposten (outposts) van de nederzettingen. Daarbij kwamen drie mensen om het leven, onder wie een kind van 18 maanden oud; een ouder broertje werd levensgevaarlijk gewond. Enkele dagen voor deze aanslag hadden er hevige spanningen plaatsgevonden tussen kolonisten en de Israëlische autoriteiten over de sloop van twee illegale bouwwerken op Palestijns grondgebied. Na de brandstichting keurde de Israëlische premier Benjamin Netanyahu de start voor de bouw van 300 geplande woningen in de nederzetting Beit El ten zuiden van Duma goed. Palestijnse functionarissen hielden Israël ervoor verantwoordelijk. Netanyahu en minister van defensie Ya'alon veroordeelden naderhand de aanslag als terroristische aanslag. Een van de hoofdverdachten was Meir Ettinger, de kleinzoon van rabbijn Meir Kahane. Een paar terroristen hadden een dubbel paspoort. Op 29 december werden enkele rechts-extremistische jongeren aangehouden op een 'haat-bruiloft' waarbij de moord op Ali Dawabsheh werd gevierd. De Israëliërs die bij de brandstichting betrokken waren, behoorden tot de extreem-rechtse jongerenorganisatie 'The Revolt', die brandstichtingen en aanslagen pleegt, gericht tegen Palestijnen. Twee Israëliërs werden aangeklaagd voor deze aanslag. In maart 2016 brak brand uit in de naastgelegen woning van hoofdgetuige en familielid Ibrahim Dahwabsheh. In juli 2018 werd de hoofdverdachte Meir Ettinger vrijgelaten. Van de geradicaliseerde kolonistenjeugd en de brandstichting in Duma is in 2018 een film gemaakt, waarin rabbijn Arik Ascherman van Rabbis for Human Rights een rol heeft.

#### Price tag
Nadat Benjamin Netanyahu in 2019 zijn verkiezingscampagne gezegd had het gebied van de Jordaanvallei te annexeren als hij gekozen werd, werden in Duma en diverse Palestijnse steden en dorpen aldaar autobanden lek geprikt, windschermen kapot gegooid en haat-graffiti aangebracht zoals "Verdrijf of dood" en "Joden ontwaak en verdrijf de vijand". Aanklachten werden grotendeels terzijde gelegd.

#### Netzah Yehuda Battalion
Op 23 oktober 2019 werden 14 soldaten van het Netza Yehuda Battalion gearresteerd voor onder meer aanvallen, dodelijk illegaal gebruik van wapens, gevecht met de grenspolitie en valse aanklachten. Een van hen was in 2016 betrokken bij de 'haat-bruiloft" na de brandstichting in Duma, anderen van het battalion waren al eerder veroordeeld voor marteling en misbruik van Palestijnse gevangenen.

## Sinds de Oorlog in Gaza, 2023
Na het uitbreken van de oorlog tegen Gaza in oktober 2023 blokkeerde het Israëlische leger de vier toegangswegen van Duma. Na een maand werd een ervan geopend maar de andere drie wegen, die Duma verbinden met zijn landbouwgrond, bronnen en weides, bleven geblokkeerd. Intussen vielen kolonisten uit de buitenposten dat grondgebied binnen, verbrandden het gewas, roofden kuddes, en confisqueerden de bronnen voor toeristenplekken voor alleen-Joden. Ze brachten ook blokkades aan en voerden gewapende aanvallen uit. Israëlische soldaten grepen niet in.
In maart 2025 was er over de gehele Westelijke Jordaanoever een vloedgolf van extreem gewelddadige aanvallen door kolonisten. Tijdens een plundertocht in Duma van tientallen kolonisten werden voertuigen en gebouwen in brand gestoken en drie Palestijnen verwond. Lokale bronnen meldden dat het Israëlische leger het dorp bestormde en met scherpe kogels, gifgas en geluidsbommen vuurden op de bewoners die probeerden de brandende huizen te bereiken om ze te blussen